# Gregor Martin Papucsek
Gregor Martin Papucsek (rodným jménem Gergely Papucsek; * 1. srpna 1954 Pilisszentkereszt) je maďarský publicista, překladatel a zpravodaj RTVS.

## Životopis a kariéra
Studoval na bratislavské Univerzitě Komenského jako stipendista Maďarské lidové republiky. Po skončení studií působil jako redaktor komunistického stranického deníku Népszabadság v Budapešti. Poté, co se oženil se státní občankou ČSSR (dcerou funkcionáře komunistického stranického deníku Pravda), pracoval jako novinář v bratislavské redakci deníku Új Szó (vydávaný ÚV KSS).
Po listopadu 1989 pracoval v redakci novin Verejnosť a v maďarštině vycházejících novin Nap. V letech 1992–1993 působil jako zpravodaj Československého rozhlasu v Budapešti, v letech 1993–2017 jako zpravodaj Slovenského rozhlasu v Budapešti a od roku 2006 jako zpravodaj Českého rozhlasu tamtéž.

## Publikace
- Pešťský perkelt (IKAR Bratislava 2003)
- Maďarský pomeranč (Ikar, 2013)